# Agrilus argythamniae
Agrilus argythamniae es una especie de insecto del género Agrilus, familia Buprestidae, orden Coleoptera.
Fue descrita científicamente por Hespenheide & Westcott, 2011.